# Årets Rookie
Der Titel Årets Rookie (bis 2023 Årets nykomling; deutsch Neuling des Jahres) ist eine Eishockeyauszeichnung, die seit 1990 jährlich an den besten Spieler, der seine erste Profisaison in der Svenska Hockeyligan absolviert hat, verliehen wird.

## Preisträger
- 2024/25: Melvin Fernström, Örebro HK
- 2023/24: Jonathan Lekkerimäki, Örebro HK
- 2022/23: Filip Bystedt, Linköping HC
- 2021/22: Linus Karlsson, Skellefteå AIK
- 2020/21: William Eklund, Djurgårdens IF
- 2019/20: Jesper Frödén, Skellefteå AIK
- 2018/19: Emil Bemström, Djurgårdens IF
- 2017/18: Elias Pettersson, Växjö Lakers
- 2016/17: Andreas Borgman, HV71
- 2015/16: Ludvig Rensfeldt, Rögle BK
- 2014/15: Marcus Sörensen, Djurgårdens IF
- 2013/14: Andreas Johnsson, Frölunda HC
- 2012/13: William Karlsson, HV71
- 2011/12: Johan Larsson, Brynäs IF
- 2010/11: Mattias Ekholm, Brynäs IF
- 2009/10: Jacob Markström, Brynäs IF
- 2008/09: Victor Hedman, MODO Hockey
- 2007/08: Daniel Larsson, Djurgårdens IF
- 2006/07: Patric Hörnqvist, Djurgårdens IF
- 2005/06: Nicklas Bäckström, Brynäs IF
- 2004/05: Oscar Steen, Färjestad BK
- 2003/04: Loui Eriksson, Västra Frölunda HC
- 2002/03: Tobias Enström, MODO Hockey
- 2001/02: Rolf Wanhainen, Södertälje SK
- 2000/01: Henrik Zetterberg, Timrå IK
- 1999/00: Mikael Tellqvist, Djurgårdens IF
- 1998/99: David Ytfeldt, Leksands IF
- 1997/98: Pelle Prestberg, Färjestad BK
- 1996/97: Niklas Sjökvist, Färjestad BK
- 1995/96: Jan Mertzig, Luleå HF
- 1994/95: Per Eklund, Djurgårdens IF
- 1993/94: Mats Lindgren, Färjestad BK
- 1992/93: Kenny Jönsson, Rögle BK
- 1991/92: Michael Nylander, AIK Ishockey
- 1990/91: Tommy Söderström, Djurgårdens IF
- 1989/90: Patrik Carnbäck, Västra Frölunda HC